# 21313 Xiuyanyu
21313 Xiuyanyu (1996 XY14) là một tiểu hành tinh vành đai chính được phát hiện ngày 10 tháng 12 năm 1996 bởi Chương trình tiểu hành tinh Bắc Kinh Schmidt CCD ở Xinglong.